# Nicolas Bochsa
(Robert) Nicolas (Charles) Bochsa (Montmédy, 9 augustus 1789 - Sydney, New South Wales, 6 januari 1856) was een Franse componist, dirigent, professor (muziekpedagoog) en harpist.

## Levensloop
Op zijn zachtst gezegd was Bochsa een controversiële figuur. Hij begon zijn loopbaan als componist van opera's, oratoria en ballet in Lyon en Bordeaux. Hij studeerde bij Frantz Beck. In 1806 ging hij naar het Conservatoire national supérieur de musique te Parijs, waar hij compositie studeerde bij Charles Simon Catel en Étienne Nicolas Méhul, en harp bij Jean Henri Naderman en M. de Marin. Hij maakte naam als harpist en operacomponist, maar vluchtte in 1817 naar Engeland, nadat hij op fraude was betrapt. Ofschoon hij werd veroordeeld, kon hij in Londen blijven, waar hij de harp een populair instrument maakte, waardoor hij harpdocent werd bij de oprichting van het Royal Academy of Music. Hij werd er in 1827 ontslagen, omdat hij bij een schandaal was betrokken. In 1839 nam hij de benen met Ann Bishop-Rivière, de vrouw van Henry Bishop. Hij ging met haar op wereldtournee, waarna hij overleed.
Zijn composities omvatten onder meer twee requiems en een aantal missen, waaronder een voor Lodewijk XVI). Hij schreef verzamelingen met etudes die later door de Belgisch-Franse harpist Alphonse Hasselmans (1845-1912) voor heruitgave werden bewerkt.

## Composities

### Werken voor harmonieorkest
- 1820 Ouverture militaire opus 29
- Serenade opus 27

### Muziektheater

#### Opera's
| Voltooid in | titel                                                                  | aktes   | première | libretto |
| ----------- | ---------------------------------------------------------------------- | ------- | --- | --- |
| 1805        | Le Retour de Trajan ou Rome triomphante                                | 2 aktes | 1805, Lyon, ter gelegenheid van een bezoek door Napoleon Bonaparte aan de stad                                          | St. A. Despreaux |
| 1813        | L'Héritier de Paimpol                                                  | 3 aktes | 29 december 1813, Parijs, Opéra-Comique                                                                                 | Charles-Augustin de Bassompiere, pseudoniem: Sewrin                                                                 |
| 1814        | Les Héritiers Michau ou Le Moulin de Lieursaint                        | 1 akte  | 30 april 1814, Parijs, Opéra-Comique, voor de feestelijkheden van de terugkomst van Koning Lodewijk XVIII van Frankrijk | François Antoine Eugène de Planard                                                                                  |
| 1814        | Alphonse de Aragon                                                     | 3 aktes | 19 augustus 1814, Parijs, Opéra-Comique                                                                                 | Jean-Marie de Souriguière                                                                                           |
| 1815        | Le Roi et la Ligue ou La Ville assiégée                                | 2 aktes | 22 augustus 1815, Parijs, Opéra-Comique                                                                                 | Marie Emannuel Guillaume Marguerite Théaulon de Lambert en François-Victor Dartois de Bournonville (Armand Dartois) |
| 1815        | Les Noces de Gamache                                                   | 3 aktes | 16 september 1815, Parijs, Opéra-Comique                                                                                | François Antoine Eugène de Planard                                                                                  |
| 1815        | La Lettre de Change; (als The Promissory Note in Londen op het podium) | 1 akte  | 11 december 1815, Parijs, Opéra-Comique; 29 juni 1820, Londen, English Opera House                                      | François Antoine Eugène de Planard                                                                                  |
| 1815        | Un mari pour étrennes                                                  | 1 akte  | 1 januari 1816, Parijs, Opéra-Comique                                                                                   | Marie Emannuel Guillaume Marguerite Théaulon de Lambert en François-Victor Dartois de Bournonville (Armand Dartois) |

#### Operettes
| Voltooid in | titel            | aktes | première | libretto |
| ----------- | ---------------- | ----- | -------- | -------- |
| 1820        | Lettre de Change |       |          |          |

### Missen, cantates en geestelijke muziek
- Cantate cantate - tekst: F. Voiart

### Kamermuziek
- 1806-1817 Neuf Nocturnes voor cello en harp (in samenwerking met: Jean-Louis Duport)
- 1808 Grande Sonate en mi bémol majeur voor klarinet en piano, op. 52
  1. Adagio - Allegro agitato
  2. Andante amabile
  3. Rondo: Allegro
- 1810 Nocturne voor hoorn, hobo en harp, op. 3
- 1815 Nocturne en trio voor hoorn, klarinet en harp
- 1818 Nocturne Concertant in g klein voor fluit en harp, op. 71 No. 3
- Fantasia e Variazioni sul Duetto «Là ci darem la mano» uit «Don Giovanni» van Wolfgang Amadeus Mozart voor harp
- Fantasia on a favorite Irish Melody voor harp
- Fantasia sull'aria «Non so più cosa son, cosa faccio» uit «Le Nozze di Figaro» van Wolfgang Amadeus Mozart voor harp
- Favorite March in imitation of a Military Band at a distance voor piano
- L'écho. Deuxième Nocturne voor hoorn en harp
  1. Introductione
  2. Allegro moderato
  3. Thème Italien. Variation I-III
- Les Cloches Bleues voor harp, op. 164
- Melange de Airs (Pot-pourri en Trio) voor fluit (of viool), hoorn en harp, op. 38
- Nocturne voor hobo en harp, op. 50 no. 3
- Nocturne en Duo si bémol majeur voor cello en harp
- Nocturne en si bémol majeur voor cello en harp
- Nocturne no. 1 en mi bémol majeur voor cello en harp
- Rondo alla pollaca voor harp
- Secondo Rondoletto sopra un'Aria favorita di Gioacchino Rossini voor fluit en harp
- Trois Airs Varies voor twee klarinetten, op. 10
- Trois quatuors concertants voor vier klarinetten
- Variazioni sulla Cavatina «Di piacer mi balza il cor» uit «La Gazza ladra» van Gioacchino Rossini voor harp
- Variations sur des Thèmes de Don Giovanni van Wolfgang Amadeus Mozart "Batti, batti o bel Masetto" voor harp